# عيسى عمرو
عيسى عمرو (بالإنجليزية: Issa Amro)‏‏ (13 أبريل 1980 في الخليل -) ناشط حقوق الإنسان فلسطيني. أسس وشارك في المجموعة الشعبية «شباب ضد المستوطنات» وكان منسقًا لها. يدعو إلى استخدام المقاومة السلمية والعصيان المدني ضد الاستيطان الذي يركز على مدينة الخليل. في عام 2010، أعلنت مفوضية الأمم المتحدة لحقوق الإنسان على أنه عيسى عمرو هو «المدافع عن حقوق الإنسان للعام في فلسطين». في عام 2013، أعرب مجلس حقوق الإنسان التابع للأمم المتحدة عن قلقه على سلامته بسبب العديد من المضايقات من الجنود والمستوطنين الإسرائيليين وسلسلة من الاعتقالات التعسفية. في الوقت الحاضر، تم اتهام عمرو من قبل المحكمة العسكرية الإسرائيلية بـ 18 تهمة. في مايو 2017، كتب بيرني ساندرز مع ثلاثة من أعضاء مجلس الشيوخ الأمريكي و 32 عضوًا في الكونغرس إلى وزير الخارجية ريكس تيلرسون لحث السلطات الإسرائيلية على إعادة النظر في التهم الموجهة ضد عمرو.
في أواخر سبتمبر 2017، بعد إطلاق سراحه بكفالة، التقى عمرو بيرني ساندرز وأعضاء الكونغرس في واشنطن العاصمة.